# Steve Mounié
Steve Mounié (Parakou, 29 de septiembre de 1994) es un futbolista beninés. Juega como delantero y su equipo es el F. C. Augsburgo de la 1. Bundesliga de Alemania.

## Clubes
| Club                       | País       | Año       |
| -------------------------- | ---------- | --------- |
| Montpellier H. S. C.       | Francia    | 2014-2017 |
| Nîmes Olympique (cedido)   | Francia    | 2015-2016 |
| Huddersfield Town A. F. C. | Inglaterra | 2017-2020 |
| Stade Brestois 29          | Francia    | 2020-2024 |
| F. C. Augsburgo            | Alemania   | 2024-     |